# Jekatěrina Andrjušinová
Jekatěrina Sergejevna Andrjušinová (rusky Екатерина Сергеевна Андрюшина; * 17. srpna 1985, Moskva, Sovětský svaz) je ruská házenkářka. S ruskou reprezentací se stala dvakrát mistryní světa. Je též držitelkou stříbrné medaile z olympijských her 2008.